# Ужасный Генри
Ужасный Генри (англ. Horrid Henry, в первых переводах Гадкий Генри) — знаменитая серия книг английской писательницы Франчески Саймон (англ. Francesca Simon). Каждая из книг описывает приключения маленького проказника Генри. Книги Франчески Саймон пользуются огромной популярностью в Европе. Ужасный Генри в рейтинге любимых детских героев в октябре 2009 года догнал Гарри Поттера и вышел на второе место по популярности среди детей 5-12 лет , оставив позади таких классических персонажей, как Винни-Пух, Питер Пэн и Золушка.
В 2008 году книга Франчески Саймон об Ужасном Генри стала лауреатом национальной премии British Book Awards  в номинации «Лучшая детская книга».
Книги об Ужасном Генри издаются в 24 странах, в том числе и в России (издательство «Росмэн»). На британском телеканале Children’s ITV ежедневно выходит телесериал о приключениях Генри.

## Серия книг
| Год  | Издание в России | Русское название                    | Оригинальное название              |
| ---- | ---------------- | ----------------------------------- | ---------------------------------- |
| 1994 | 2010             | Ужасный Генри                       | Horrid Henry                       |
| 1995 | 2010             | Ужасный Генри и тайное общество     | Horrid Henry and the secret club   |
| 1996 | 2010             | Ужасный Генри и Фея                 | Horrid Henry and the tooth fairy   |
| 1999 | 2008             | Ужасный Генри и Дом с привидениями  | Horrid Henry’s haunted house       |
| 1999 | 2010             | Ужасный Генри разбогател            | Horrid Henry gets rich quick       |
| 1999 | 2010             | Ужасный Генри и Мумия               | Horrid Henry and the mummy’s curse |
| 1999 | 2010             | Месть Ужасного Генри                | Horrid Henry’s nits                |
| 1999 | 2011             | Ужасный Генри и мелкие неприятности | Horrid Henry’s nits                |

Эксклюзивными правами на издание серии книг «Ужасный Генри» на русском языке владеет издательство «Росмэн».

## Повествование
Ужасный Генри — маленький проказник, который никогда не скучает и не дает скучать своим близким и друзьям. Почти в каждой семье есть «свой» маленький хулиган и изобретатель Генри или его антипод — брат Генри, рассудительный Послушный Питер.
Каждая из книг — это небольшие юмористические рассказы с забавными иллюстрациями, повествующие о приключениях Генри.

## Персонажи
| Персонаж | Краткое описание |
| --- | --- |
| Ужасный Генри | Главный персонаж, десятилетний сорванец и хулиган. Никогда не скучает и не дает скучать своим близким и друзьям. Любит удобства.                     |
| Послушный Питер | Младший брат Генри, рассудительный и аккуратный мальчик, "который ещё ни разу ни забыл сказать Спасибо или Пожалуйста". Часто выводит Генри из себя. |
| Мама и Папа | Обычные родители из английского среднего класса. Всё время ругают Генри, иногда забывая о Питере.                                                    |
| Мерзкая Маргарет | Соседка и одноклассница Генри. Ворчит по любому поводу. Генри не может вытерпеть Маргарет больше двух минут                                          |
| Мисс Секира | Учительница Генри. Страшная остроносая женщина в очках. Ненавидит Генри. Её имя - Семирамида.                                                        |
| Свинья-Салли | Повариха в школьной столовой. |
| Мисс Агнесс | Добрая учительница Питера. Её имя - Ангелика. |
| Резкий Ральф | Школьный приятель Генри. |
| Бочка Берт, Скучная Сьюзан, Классная Клэр, Энергичный Эл, Нервный Ник, Воющий Вильям, Болтливый Боб, Дубина Дейв, Ленивая Линда, Трудный Тоби, Жадный Жак, Прожорливый Пол, Дружелюбный Джош , Каратистка Кейт | Одноклассники Генри |
| Самодовольный Стив | Двоюродный брат Генри и Питера. Мерзкий тип. |
| Богатая тётя Руби | Мать Стива, тётя Генри и Питера. |
| Аккуратный Алекс, Трудолюбивый Тед, Галантный Гордон, Скромный Сэм | Одноклассники Питера. |
| Мрачный Марк | Тренер в бассейне. |
| Директор | Неоднократно упоминается, но ни разу ни появлялся.                                                                                                   |
| Медсестра Викки-Вошка | Школьная медсестра, специалист по выведению вшей. |
| Санта | |